# Умберто Ґвідоні
Умберто Ґвідоні, або Умберто Гвідоні (італ. Umberto Guidoni) — італійський політик, астрофізик, астронавт ЄКА, третій астронавт Італії.

## Освіта
Після закінчення в 1973 році ліцею «Гай Луцилій» у Болоньї Умберто Ґвідоні поступив до Римського університету Ла Сап'єнца, де в 1978 році здобув ступінь бакалавра фізики і доктора астрофізики. У 1979—1980 рр. проходив стажування (фізика плазми) у Національному комітеті з ядерних досліджень. У 1982 році став науковим співробітником комітету.
У 1983—1984 рр. працював у відділі сонячної енергії Національного комітету з альтернативної енергії, де займався вдосконаленням сонячних батарей.
У 1984—1989 рр. працював в Інституті космічної фізики, беручи участь у розробці прив'язної супутникової системи, яка була намічена як корисне навантаження під час польоту космічного корабля «Шаттл».